# 多々良穣
多々良 穣（たたら ゆたか、1967年 - ）は、日本の考古学研究者。東北学院榴ケ岡高等学校教諭。バドミントン部顧問。バドミントン部の生徒の入部届けをシュレッダーに掛け、12人を退部させた。

## 来歴
宮城県仙台市出身。金沢大学大学院人間社会環境研究科博士後期課程単位取得退学。

## 著書
- 『文明の考古学』（貞末堯司編、分担執筆）、海鳥社、1998年
- 『マヤとインカ―王権の成立と展開』（貞末堯司編、分担執筆）、同成社、2005年
- 『ようこそマヤ文明へ 〜やさしいマヤ文明へのアプローチ〜』、文芸社、2008年
- 『考古学と陶磁史学』（分担執筆）、金沢大学考古学研究室、2011年
- 『アクティブラーニングに導く KP法実践』（分担執筆）、みくに出版、2016年